# Jack Rowan (Schauspieler)

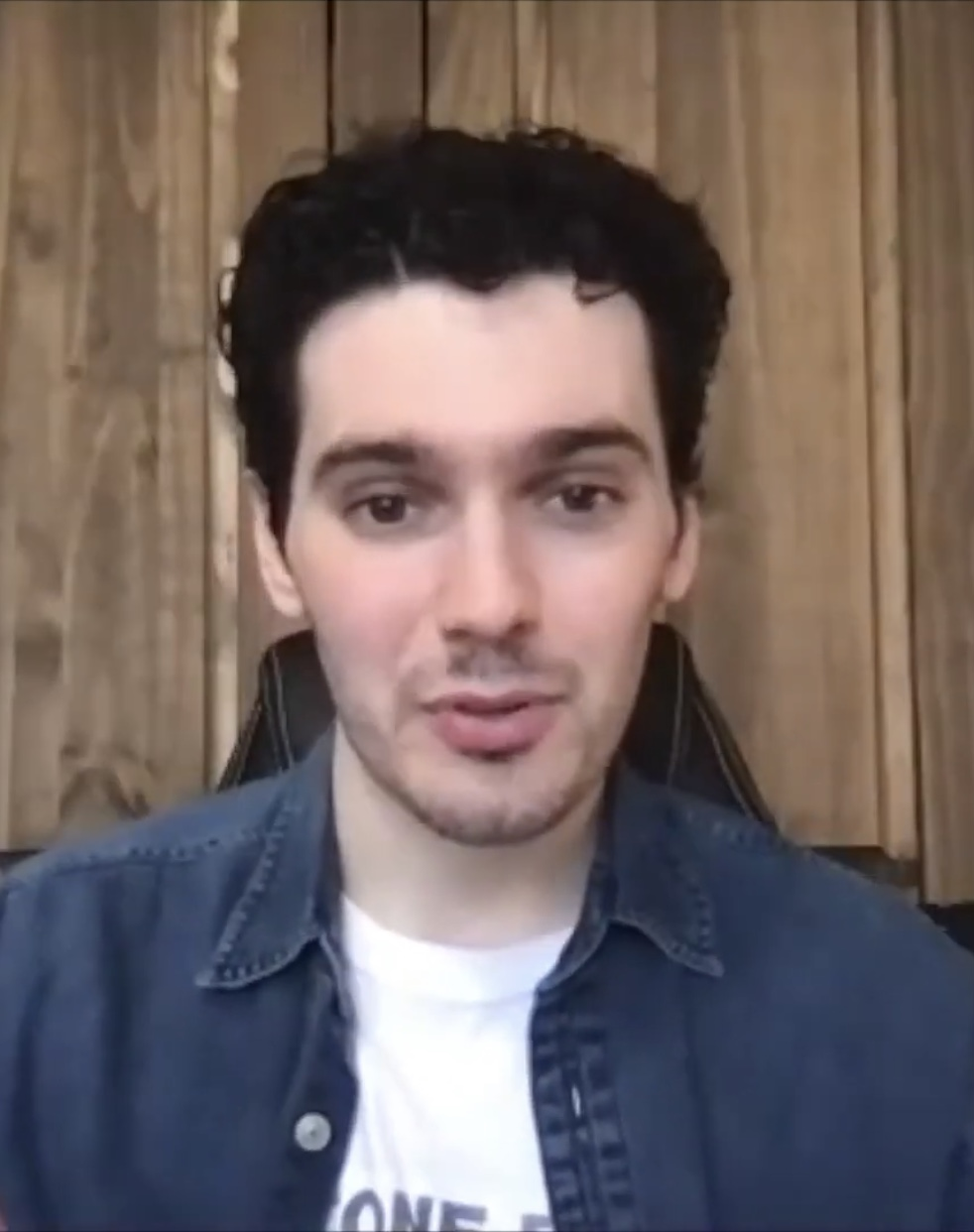
Jack Rowan, 2021

Jack Rowan (* 18. Februar 1997 in London) ist ein britischer Schauspieler, der vor allem durch seine Rollen in den Fernsehserien Born to Kill und Peaky Blinders – Gangs of Birmingham  bekannt wurde.

## Leben
Der 1997 in London geborene Jack Rowan wuchs im Stadtteil Pimlico auf.
Nach seinem ersten Engagement in Silent Witness im Jahr 2015 erhielt er die Hauptrolle in der Fernsehserie Born to Kill. Er spielt darin den Protagonisten Sam, einen jugendlichen Soziopathen. Im Jahr 2018 wurde er für diese Rolle im Rahmen der BAFTA Awards, Wales mit dem Cymru Award ausgezeichnet.
In Peaky Blinders – Gangs of Birmingham  spielte er Bonnie, den Sohn von Aberama Gold. Nachdem er Peaky Blinders verlassen hatte, stand er für die Dreharbeiten zur Fernsehserie Noughts + Crosses vor der Kamera, die seit März 2020 bei BBC One gezeigt wird. Hier übernahm er die Rolle von Callum McGregor, der sich in seine schwarze Freundin aus Kindertagen verliebt.
Rowan wurde 2020 vom britischen Branchendienst Screen International zu den „Stars of Tomorrow“ gezählt.

## Filmografie (Auswahl)
- 2015: Silent Witness (Fernsehserie, 2 Folgen)
- 2016: Beowulf (Fernsehserie, 12 Folgen)
- 2017: Born to Kill (Fernsehserie, 4 Folgen)
- 2017: Trendy
- 2017–2019: Peaky Blinders – Gangs of Birmingham (Peaky Blinders, Fernsehserie, 5 Folgen)
- 2018: Benjamin
- 2020: Noughts + Crosses (Fernsehserie, 6 Folgen)
- 2020: Boys from County Hell
- seit 2025: MobLand (Fernsehserie)

## Auszeichnungen
British Academy Film Award
- 2018: Nominierung als Bester Hauptdarsteller für den BAFTA TV Award (Born to Kill)

BAFTA Awards, Wales
- 2018: Auszeichnung als Bester Schauspieler mit dem Cymru Award (Born to Kill)

Royal Television Society Award, UK
- 2018: Nominierung als Bester Schauspieler für den RTS Television Award (Born to Kill)